# 变声障碍性假声
变声障碍性假声（英語：Puberphonia）又称为男声女调、变声后假声、青春期假声，是一种功能性嗓音障碍，其特征是青春期后习惯性使用高音，因此许多人認為这种障碍是导致假聲的原因。声音也可能是氣嗓音、粗糙和缺乏力量。变声障碍性假声通常发生在11至15岁之间的青春期，同时人體其他地方也出現变化。此時也不存在沟通障碍。
变声障碍性假声的男性患病率较高，其特点是音调过高，不吻合患者的年龄和性别。通常情况下，患有变声障碍性假声的个体從解剖学上來看並沒有异常。相反，这种障碍通常是心理性的，意思是由心理或情感因素造成的，并且源于对发声机制的不当使用。说话时习惯性使用高音与声带周围的肌肉紧张有关。变声障碍性假声的评估和治疗通常由言语病理学家（S-LP）或耳鼻咽喉医生（ENT）进行。变声障碍性假声不是一种可能会自行消失的疾病。如果不进行治疗，患者的声音变化可能会一直持續下去。治疗方法可能包括直接语言治疗、间接语言治疗或视听反馈。

## 体征和症状

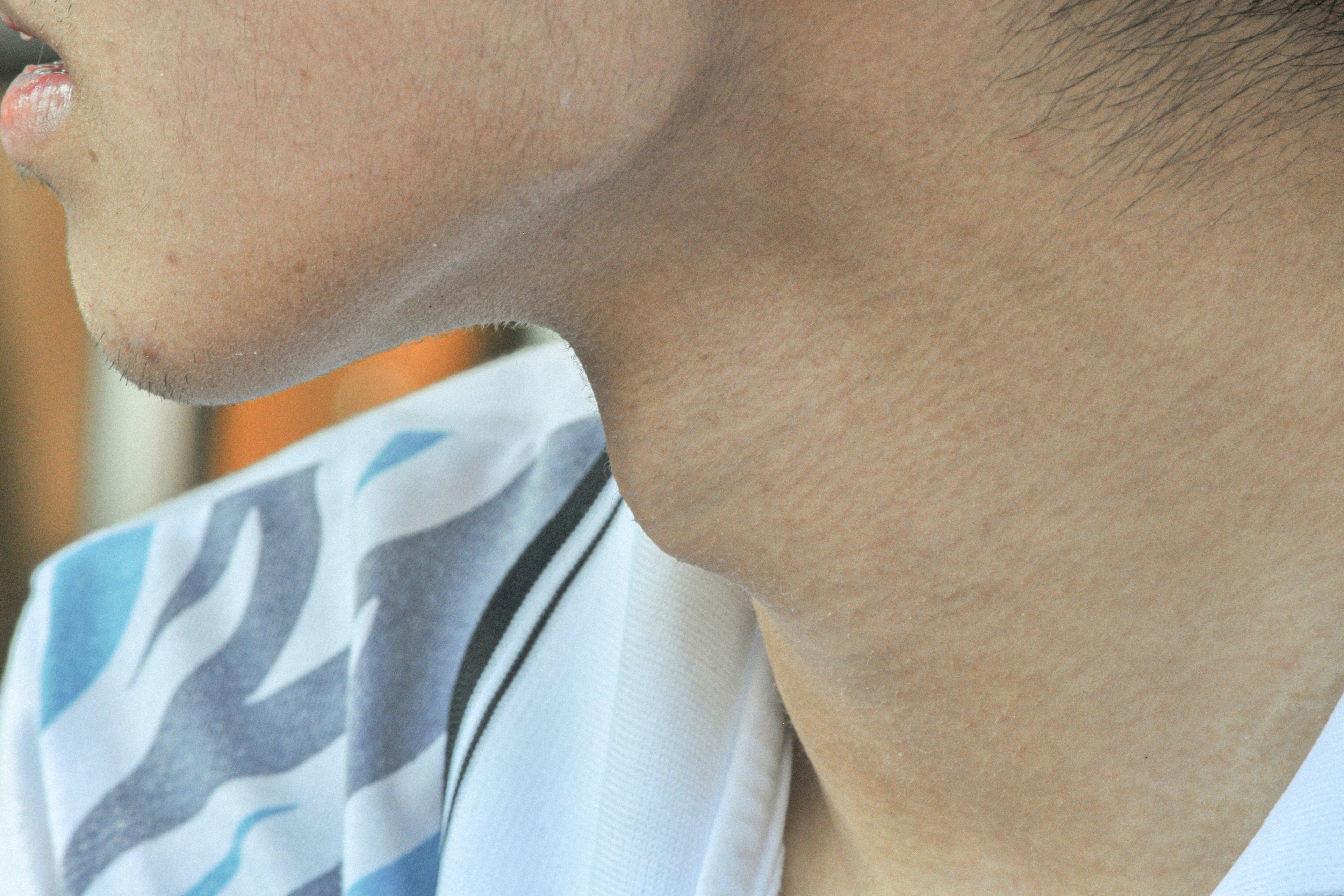
喉结，俗称亚当的苹果

在青春期，喉部的变化通常会导致男性和女性的音调降低。平均而言，男声降低一个八度，而女声降低几个半音。成年女性的基本頻率（音高）通常介于165Hz至255Hz之间，而成年男性通常介于85Hz至180Hz之间。從解剖学上來看，青春期的變化有两性的喉部增大。雄性的喉部明显变大，这通常会导致颈部出現明显的喉结（亚当的苹果）突出。此外，男性声带变长变厚，共振腔变大。这些变化有助于加深青春期男性的声音特征。
变声障碍性假声的特征是无法过渡到成年期的低音调。与非典型的高音相结合，常见症状包括声音微弱、喘息声或嘶哑，以及声音强度低、音调中断和呼吸浅。

## 原因
有许多原因可能會造成变声障碍性假声。变声障碍性假声的病因在本质上可以歸納為身體因素或心理因素。然而，在男性中，身體因素很少见，而心理因素则更为常见。
变声障碍性假声最常见的表现是成人喉部正常，但音高增加。此外當青春期喉部发育遲緩，喉部最終未完全發育成熟，也可能会发生变声障碍性假声。

### 心理原因
- 情绪压力[13]
- 第二性征发育迟缓[13]
- 牴觸青春期变化[3]
- 早期破音导致的自我意识[11]
- 成年后的自我意识[1]
- 过度仰慕另一个男性或兄弟姐妹[14]
- 过度的母体保护[14]

### 身體原因
- 喉部肌肉紧张，然后导致喉部抬高[12]
- 肌肉不协调[15]
- 先天性喉部畸形[12]
- 声带不对称[12]
- 单侧声带麻痹[12]
- 甲状腺层不融合。在这种情况下，排除性腺机能减退很重要，因为这可能也是原因。[12]

## 评估
为了确定患者是否出现变声障碍性假声，建议进行完整的语音评估，包括医学和诊断评估。这些评估由耳鼻喉科医生和语言病理学家进行。

### 患者情况
变声障碍性假声最常在青春期或成年男性患者中被诊断出来。这些患者往往寻求语音专家治療。因为高音在女性中不屬於病态，所以女性不太可能在這方面求醫問診。然而，一些老年妇女可能会因为一天结束时声音越来越虚弱和声音疲劳而寻求治疗（这些情况通常被称为“少年声音”或“小女孩的声音”，而不是变声障碍性假声）。

### 医学评估
变声障碍性假声是一种功能性声音障碍  。为了排除导致嗓音问题的喉部结构问题，患者通常会被转诊给耳鼻喉科医生，对喉部和声带进行身体检查。一旦排除了身体病理，就可以进行行为评估。

### 行为评估
变声障碍性假声行为评估将包括多种类型評估，可能包括：
- 检查颈部和喉咙的张力：临床医生将目视检查喉部周围的区域，看声门是否位于喉咙的高处，并觸診该区域以确定是否存在过度的肌肉紧张。[4]
- 确定张力和音高之间的关系：临床医生会要求患者进行热身和放松练习，例如下面“治疗”部分中列出的那些练习。[4]
- 建立音域：临床医生会要求患者发出他们所能发出的最低和最高音高，并以不同的音高进行说话或唱歌。[16]
- 聆听异常特征：临床医生将聆听是否存在气噪音、说话時有假聲以及其他声音质量失真。 [16]
- 进行空气动力学测量：许多变声障碍性假声患者說話帶有假声時可能存在胸式呼吸或浅呼吸模式。[4]这些症状可以用发声（例如最大发声时间）和直接测量呼吸（例如声门气流和声门下压力）来评估。[4][6]

### 其他评估
临床医生还可以要求进行自我评估，讓患者描述他们的症状及其对日常生活活动的影响。临床医生可以指导这种自我评估，包括可能導致障碍的人格特征、症状給自己帶來的情感后果。
对变声障碍性假声或任何其他声音障碍的完整评估可能需要转诊给另一位医疗保健专业人员，例如心理学家或外科医生，以确定各种治疗方案是否适合。

## 治疗

### 直接语音治疗
这种情况通常由语言病理学家(SLP) 或有治疗语音障碍经验的语言治疗师使用语音疗法（发声练习）来治疗。治疗的持续时间通常为一到两周。
使用的技巧包括：  
- 声乐练习：任何声乐练习都必须在治疗声音障碍的言语语言病理学家 (SLP) 专家的监督下进行。错误的发声练习方式或错误的发声练习可能会在一段时间内永久损坏声音或声带。错误的发声练习可能會导致声带结节、肌张力障碍、声带息肉、声音嘶哑和呼吸困难。
- 咳嗽：要求患者按压喉結并咳嗽。这导致声带缩短，这是降低音调的生理机制。因此，患者可以通過這樣以较低的音调发声。
- 语音范围掩蔽: 该程序基于这样一种理论，即在嘈杂的背景下说话时，人们会说话更大声、更清晰，以便被听到。 患者在播放掩蔽噪音时练习说话。 然后，患者听一段自己在播放掩蔽噪音时练习说话的声音录音，并尝试在没有掩蔽的情况下进行匹配。 通过这样做，患者可以练习他们“响亮而清晰”的声音。
- 在元音之前的声门攻击：声门攻击是指声带完全闭合，然后被呼气或发出声音的气压推开。在这种方法中，患者吸气，然后在呼气时发出元音。
- 有效的闭合技巧：此过程基于推、拉或等長性肌肉收縮運動练习，以用力关闭声门，同时患者发声，这会有效降低音高。然后可以根据练习期间产生的发音来塑造目标声音。。
- 喉部肌肉组织放松技巧：喉部肌肉围绕声带，患者通过放松它们，以减轻声带上的压力。这可以通过打哈欠然后叹气、说话时夸张的咀嚼以及说或唱“m”音来实现。
- 一边降低音高一边哼唱：患者开始以他们可以达到的最高音调哼唱，然后在哼唱的同时不断降低音调。這樣患者可以用较低的音高發聲并放松喉部肌肉。
- 半吞咽boom技巧：患者在吞咽后立即说“boom”。患者同時将自己的头转向任一侧并同时降低下巴，重复此过程。

### 间接语音治疗
变声障碍性假声的间接治疗方案侧重于為直接治疗方案提供更有好的环境。由 S-LP、心理学家或辅导员进行的咨询可以帮助患者识别导致其疾病的心理因素，并为他们提供直接克服这些病因的方法。患者还可以接受有關他们的行为如何对他们的声音产生长期影响的教育。

### 视听反馈
变声障碍性假声的患者可以看到他们的声音和音调能用图形和数字來表示。这樣的話患者可以根据年龄和性别來确定理想的音高范围，並根據合適的音域來進行語言練習。

### 外科手术
在某些情况下，当传统的声音治疗无效时，会考虑手术干预。患者有可能拒绝手術，並牴觸语音治疗。
有不同类型的外科手術已成功降低青春期男性的音调。例如松弛甲状腺成形术或四面体甲状腺成形术就是通過切除甲状腺软骨的垂直条带以及松弛和缩短声带来降低声调。它在患者局部或全身麻醉下进行。
内侧入路松弛甲状腺成形术是传统松弛甲状腺成形术的改良方法。这种方法是通过在甲状腺薄片上开一个双侧切口，然后压迫甲状腺软骨的前段，从而降低声调。
一种较新的、侵入性较小的介入治疗是窗式松弛甲状腺成形术。这种方法是在前会厌创建一个窗口，然后将其向后移动。

## 流行病学
变声障碍性假声的发生率估计约为900,000之1。